# Tatra T4
Tatra Т4 је назив за тип трамваја којег је производила чешка (односно тадашња чехословачка) фирма ЧКД Татра. Ради се о побољшаној верзији модела Tatra T3. Велик број ових трамваја саобраћао је по градовима бившег ДДР-а, СССР-а, Румуније те бивше Југославије (верзије су носиле ознаке Т4D, Т4SU, T4R и Т4YU). Први примерак типа Т4 произведенје 1958. и од тада се систематски модернизовао и копирао.

## Производња
У периоду од 1967. до 1987. произведено је 2635 трамваја који су испоручени:
- Естонија (Талин - 60 Т4SU трамваја)
- Хрватска (Загреб - 95 Т4YU трамаја + 85 Б4YU трамвајских приколица)
- Летонија (Лијепаја - 15 Т4SU трамваја)
- Немачка (Дрезден, Хале, Лајпциг, Магдебург - 1766 Т4D трамваја + 789 B4D трамвајских приколица)
- Румунија (Арад, Браила, Букурешт, Галаци, Јаши - 321 T4R трамваја)
- Русија (Калињинград - 223 Т4SU трамваја)
- Србија (Београд - 24 Т4YU трамваја)
- Украјина (Лавов, Виница, Житомир - 133 Т4SU трамваја)
- Бугарска (Софија - 30 Т4DC трамваја)

## Спецификације
- Дужина: 14 м
- Ширина: 2,2 м
- Висина: 3.063 м
- Максимална брзина: 55-65 km/h